# Società Polisportiva Cailungo
A Società Polisportiva Cailungo, ou simplesmente Cailungo, é um clube de futebol de San Marino fundado em 1974 e sediado no castelo de Borgo Maggiore.

## Títulos

### Competições nacionais
- Trofeo Federale: 1

2002

### Outras campanhas de destaque
- Campeonato Sanmarinense de Futebol

Vice campeão: 1 (2001-2002)
- Trofeo Federale

Semifinalista: 1 (2004)